# Mézières-sur-Ponthouin
Mézières-sur-Ponthouin är en kommun i departementet Sarthe i regionen Pays de la Loire i nordvästra Frankrike. Kommunen ligger i kantonen Marolles-les-Braults som tillhör arrondissementet Mamers. År 2022 hade Mézières-sur-Ponthouin 735 invånare.

## Befolkningsutveckling
Antalet invånare i kommunen Mézières-sur-Ponthouin
| Referens: INSEE |